# Isolation (ETCS)
Als Isolation (Abkürzung IS) wird im Europäischen Zugbeeinflussungssystem ETCS eine Betriebsart bezeichnet.
Nach der ETCS-Spezifikation ist in der Betriebsart Isolation die fahrzeugseitige ETCS-Ausrüstung physikalisch vom Bremssystem des Fahrzeugs getrennt. Je nach fahrzeugtechnischer Umsetzung ist es zusätzlich möglich, dass die fahrzeugseitige ETCS-Ausrüstung auch von anderen fahrzeugseitigen Einrichtungen getrennt ist.
Dem Triebfahrzeugführer, welcher diese Betriebsart aktiviert, soll diese Betriebsart in geeigneter Weise angezeigt werden. Mit der Aktivierung der Betriebsart geht die Sicherheitsverantwortung von ETCS auf den Triebfahrzeugführer über. Nach der ETCS-Systemspezifikation Version 3.6.0 ist kein Betriebsartenwechsel aus Isolation spezifiziert, ein Verlassen dieser Betriebsart erfordert eine speziell zu entwickelnden Prozess.
Isolation steht in den Leveln 0, NTC, 1, 2 und 3 zur Verfügung. Ein Symbol für diese Betriebsart ist auf europäischer Ebene nicht spezifiziert.